# Filon din Larisa
Filon din Larisa (n. 159 î.Hr., Larisa, Grecia – d. 84 î.Hr., Roma, Republica Romană) a fost un filosof grec. 
A fost elev al lui Clitomac, pe care l-a reușit ca șef al Academiei. În timpul războaielor mitridatice 
Filon din Larisa (Larisa, 145 î.Hr. - 80 î.Hr.), filosof grec și cărturar al Academiei din Atena fondată de Platon. De la 110 a. C. până în 88 a. C., a fost succesorul lui Clitomac. În timpul războiului regelui Pontului, Mithridates VI, împotriva romanilor (al doilea război mitridatic), care urmau să distrugă Academia, el a călătorit la Roma, unde Cicero l-a auzit prelegerind ajungând învățătorul lui Cicero. Niciuna dintre scrierile sale nu a supraviețuit.
În prima etapă de filosof, el a împărtășit scepticismul moderat al lui Arcesilao și Carnéades, înclinându-se mai târziu către o poziție opusă epocii sceptice, poziție care a fost apărată și de discipolul său Antíoco de Ascalón.
1. 1 2   https://oxfordre.com/classics/view/10.1093/acrefore/9780199381135.001.0001/acrefore-9780199381135-e-5005 Lipsește sau este vid: |title= (ajutor)